# Walter Campbell
Walter Islay Hamilton Verschoyle-Campbell (Dublín, 14 d'octubre de 1886 – Dublín, 11 de juliol de 1967) va ser un jugador d'hoquei sobre herba irlandès que va competir a principis del segle xx.
El 1908 va prendre part en els Jocs Olímpics de Londres, on va guanyar la medalla de plata en la competició d'hoquei sobre herba, com a membre de l'equip irlandès.